# Fritillaria oranensis
Fritillaria oranensis là một loài thực vật có hoa trong họ Liliaceae. Loài này được Pomel miêu tả khoa học đầu tiên năm 1875.